# Vlag van Gembloers
De vlag van Gembloers is op onbekende datum bij raadsbesluit vastgesteld als de vlag van de Naamse gemeente Gembloers. De vlag kan als volgt worden beschreven:
Twee even lange banen van zwart en van wit.
De kleuren zijn afkomstig van het gemeentewapen.
De Raad van Heraldiek en Vexillologie (Frans: Conseil d’héraldique et de vexillologie) stelde een vlag als: Gegeerd van twaalf groene en gele stukken, met in het midden het gemeentewapen. De twaalf stukken verwijst naar de twaalf voormalige gemeenten die Gembloers vormen. Groen en geel symboliseert rijpe tarwe en weilanden.

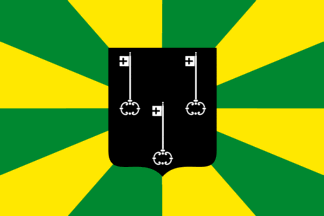
Vlagontwerp van de Raad van Heraldiek en Vexillologie